# Thuốc đối kháng thụ thể angiotensin II
Các thuốc đối kháng thụ thể angiotensin II, còn được biết với tên các angiotensin receptor blocker (ARB) hay các sartan, là một nhóm các dược phẩm tác động trên hệ renin-angiotensin-aldosterone. Tác dụng chính của chúng là điều trị tăng huyết áp, bệnh thận tiểu đường và suy tim sung huyết.